# Nové Sedlo u Lokte
Nové Sedlo (deutsch Neusattl) ist eine Stadt in Tschechien. Sie befindet sich elf Kilometer südwestlich von Karlsbad im Egergraben und gehört zum Okres Sokolov.

## Geographie

### Geographische Lage
Die Stadt liegt links des Egertales in einem Braunkohlenbergbaugebiet. Im Westen erstreckt sich ein ausgedehntes Tagebaugelände und nordwestlich befinden sich Abraumhalden. Durch Nové Sedlo führt die Staatsstraße 209 von Loket nach Chodov, die die an der südlichen Peripherie vorbeiführende Europastraße 48/49 von Karlsbad nach Sokolov kreuzt.

### Gemeindegliederung
Die Stadt Nové Sedlo besteht aus den Ortsteilen Chranišov (Granesau), Loučky (Grünlas) und Nové Sedlo (Neusattl). Grundsiedlungseinheiten sind Chranišov, Jalový Dvůr (Kaltenhof), Loučky, Na Sklárně I, Na Sklárně II und Nové Sedlo.
Das Gemeindegebiet gliedert sich in die Katastralbezirke Chranišov, Loučky u Lokte und Nové Sedlo u Lokte.

### Nachbargemeinden
Nachbarorte sind Chranišov (deutsch Granesau), Nový Chranišov und Chodov im Norden, Loučky und Hory im Osten, Vildenava im Südosten, Loket und Staré Sedlo im Süden, sowie Horní Pískovec  und Královské Poříčí im Südosten.

## Geschichte
Erste schriftliche Nachrichten über den Ort stammen aus dem Jahre 1397. Im 15. Jahrhundert erlebte das Dorf während der Hussitenkriege mehrere Plünderungen bei Durchzügen kaiserlicher und hussitischer Heere. Im 16. Jahrhundert verkaufte Sebastian Thüssel von Daltitz den Besitz an die Herrschaft Elbogen, zu der Neusattl dann bis zur Aufhebung der Patrimonialherrschaften im Jahre 1850 gehörte. Nach dem Erhalt der Selbstständigkeit war die Gemeinde Teil des Bezirkes Elbogen, wo sich auch der Gerichtssitz befand. 1879 gründete der Industrielle Friedrich Siemens in Neusattl ein Zweigwerk seiner Dresdner Glasfabriken. Neusattl wurde 1899 zum Marktflecken erhoben und erhielt das Recht zum Führen eines Wappens.
Nach dem Münchner Abkommen wurde der Ort dem Deutschen Reich zugeschlagen und gehörte bis 1945 zum Landkreis Elbogen.

## Kultur und Sehenswürdigkeiten
- Kirche Christi Himmelfahrt; das Gotteshaus  wurde 1904 größtenteils aus Holz errichtet.

## Söhne und Töchter der Stadt
- Franz Fuchs (1894–1981), deutscher Politiker
- Franciscus Salesius Schmitt (1894–1972), Benediktiner
- Alois Bräutigam (1916–2007), deutscher Politiker
- Kurt Maas (1942–2011), Jazzmusiker und Musikpädagoge